# Sandhja Kuivalainen
Sandhja Kuivalainen, bolj znana kot Sandhja, finska pevka *16. marec 1991

## Kariera
Dne 30. oktobra 2015 je izdala singel »My Bass«.  Dne 12. januarja 2016 je bilo objavljeno, da je Sandhja ena izmed 18 udeležencev na Uuden Musiikin Kilpailu 2016.  Nastopila je v tretjem polfinalu in se uvrstila v finale.  V finalu je bila razglašena za zmagovalko, potem ko je zmagala pri glasovanju žirije in zasedla tretje mesto po mnenju javnosti.  Po zmagi je pridobila pravico, da zastopa Finsko na tekmovanju za Pesem Evrovizije 2016, nastopila je prva med vsemi tekmovalci v prvem polfinalu dne 10. maja 2016 na Ericsson Globe v Stockholmu na Švedskem, vendar se ji ni uspelo uvrstiti v finale.  Njen drugi studijski album Freedom Venture je izšel 29. aprila 2016. 

## Osebno življenje
Sandhja je dne 15. novembra 2013 izdala svoj debitantski singl »Hold Me«.  Dne 7. marca 2014 je izdala svoj drugi singl »Gold«.  Njen prvi studijski album Gold je izdala 23. maja 2014 pri glasbeni založbi Sony Music Entertainment Finland. 

## Diskografija

### Album
- »Gold« (2014)
- »Freedom Venture« (2016)

### Pesmi
- »Hold Me« (2013)
- »Gold« (2014)
- »My Bass« (2015)
- »Sing It Away« (2016)
- »Love Me High« (2016)
- »We Go On« (skupaj s Gracias & Ekow) (2017)